# Siroua
Siroua  (in arabo سروا‎?) è un centro abitato e comune rurale del Marocco situato nella provincia di Ouarzazate, regione di Drâa-Tafilalet. Conta una popolazione di 9 678 abitanti (censimento 2014).